# Ephelis cruentalis
Ephelis cruentalis là một loài bướm đêm thuộc họ Crambidae. Nó được tìm thấy ở Nam Âu, from Pháp phía đông đến Ý và Hy Lạp to Thổ Nhĩ Kỳ và further phía đông into Trung Á.
Sải cánh dài 18–23 mm.
Ấu trùng ăn các loài Hypericum.